# Yamaha FZR1000
Az 1987-es Yamaha FZR1000 kiemelkedett a többi motor közül mivel csúcssebessége több mint 250 km/h volt. Az 1989-es modell már még jobb volt: gyorsulása 0-60 2,9 s volt, csúcssebessége több mint 270 km/h.

## Külső hivatkozások
- ExupBrotherhood/FZR1000